# ساتوشی می‌یاوچی
ساتوشی می‌یاوچی (به انگلیسی: Satoshi Miyauchi) بازیکن فوتبال اهل ژاپن و عضو تیم ملی فوتبال ژاپن است که در تاریخ ۳۰ سپتامبر ۱۹۸۴ میلادی اولین بازی ملی‌اش را انجام داد. او در ۲۰ بازی ملی حضور داشت و آخرین بازی ملی خود را در تاریخ ۱۸ سپتامبر ۱۹۸۷ میلادی انجام داد. ساتوشی می‌یاوچی در بازی‌های ملی‌اش
گلی به ثمر نرساند.